# Landgericht Kipfenberg
Das Landgericht Kipfenberg war ein von 1806 mit Unterbrechung bis 1879 bestehendes bayerisches Landgericht älterer Ordnung mit Sitz in Kipfenberg im heutigen Landkreis Eichstätt.

## Lage
Das Landgericht Kipfenberg grenzte im Westen und Süden an das Landgericht Eichstätt, im Norden an das Landgericht Greding, im Nordosten an das Landgericht Beilngries, im Osten an das Landgericht Riedenburg und im Süden an das Landgericht Ingolstadt.

## Geschichte
1806 wurde im Verlauf der Verwaltungsneugliederung Bayerns das Landgericht Kipfenberg errichtet. 1817 wurde es zum Herrschaftsgericht und 1833 erneut in ein Landgericht umgewandelt.
Die Kipfenberger Gerichte gehörten ab 1808 zum Altmühlkreis, mit dessen Auflösung 1810 zum Oberdonaukreis, ab 1817 zum Regenkreis und ab zu 1838 Mittelfranken. 
Das Landgericht Kipfenberg war ursprünglich 4,63 Quadratmeilen groß und hatte 1846 8645 Einwohner (1856: 8786 Einwohner, davon 8772 Katholiken, 14 Protestanten). Es gab 52 Ortschaften (1 Markt, 16 Pfarrdörfer, 15 Kirchdörfer, 3 Dörfer, 4 Weiler und 8 Einöden) und 33 Gemeinden (2 Marktsgemeinden und 31 Landgemeinden).
Am 1. Oktober 1857 trat eine Restrukturierung in Kraft, die die Wegstrecken der Einzelorte zu den Amtsorten verkürzen sollte:
- die Gemeinden Bitz und Dörndorf kamen vom Landgericht Beilngries hinzu;
- die Gemeinde Euerwang wurde an das Landgericht Greding abgegeben;
- die Gemeinde Hirschberg wurde an das Landgericht Beilngries abgegeben.[3]

Im Jahr 1862 kamen schließlich die Gemeinden Hitzhofen (mit Baumfeld), Lippertshofen und Oberzell (mit Mühlthal) vom Landgericht Eichstätt hinzu.
Ab 1862 war das Landgericht Kipfenberg nur noch für die Gerichtsbarkeit zuständig. Die Verwaltung wurde vom neu geschaffenen Bezirksamt Eichstätt übernommen. Anlässlich der Einführung des Gerichtsverfassungsgesetzes am 1. Oktober 1879 wurde das Amtsgericht Kipfenberg errichtet.

## Gemeinden 1846
- Arnsberg mit Böllermühle
- Attenzell mit Schambach
- Badanhausen mit Kirchanhausen, Kratzmühle und Pfraundorf
- Biberg mit Krut
- Böhmfeld
- Böhming mit Regelmannsbrunn
- Buch
- Denkendorf mit Altenberg und Riedelshof
- Dunsdorf
- Enkering mit Berletzhausen und Ilbling
- Erlingshofen mit Eibwang und Schafhausen
- Euerwang mit Heimbach
- Gelbelsee
- Grösdorf mit Kemathen
- Gungolding mit Forstermühle
- Haunstetten
- Hirnstetten
- Hirschberg
- Hofstetten
- Irlahüll
- Irfersdorf
- Kinding
- Kipfenberg
- Oberemmendorf
- Pfahldorf
- Pfalzpaint
- Prunn
- Rapperszell
- Rieshofen
- Schelldorf
- Unteremmendorf
- Walting
- Zandt